# Porozumienie Centrum
De Centrumalliantie (PC) (Pools: Porozumienie Centrum) was een Poolse christendemocratische partij, die van 1990 tot 2002 heeft bestaan. Het was een van de eerste politieke partijen die na de val van het communisme werden opgericht. Het was een directe voorloper van de partij Recht en Rechtvaardigheid (PiS).

## Geschiedenis
De partij werd opgericht op 12 mei 1990 door leden van diverse, uit het vrije vakverbond Solidariteit voortgekomen groeperingen, inclusief twee partijen die zichzelf als voortzetting van de vooroorlogse Poolse Volkspartij (PSL) beschouwden (niet de verwarren met de onder dezelfde naam opererende voormalige blokpartij), het Liberaal-Democratisch Congres (KLD) en de Christen-Democratische Partij van de Arbeid (ChDSP). Voorzitter van de partij werd Jarosław Kaczyński. De Centrumalliantie nam afstand van het beleid van premier Tadeusz Mazowiecki, die naar haar mening te weinig vaart maakte met het afrekenen van het communistische verleden. In de presidentsverkiezingen stelde de Centrumalliantie Lech Wałęsa kandidaat en voerde zij een felle campagne tegen de regering. Na de overwinning van Wałęsa werd Jarosław Kaczyński kabinetsschef van de president en ging de Centrumalliantie deel uitmaken van de minderheidsregering van Jan Krzysztof Bielecki. In maart 1991 trad de KLD van premier Bielecki uit de Centrumalliantie, gevolgd door de ChDSP en de PSL Solidarność.
De Centrumalliantie maakte in de parlementsverkiezingen van 1991 deel uit van een alliantie genaamd Burgeralliantie Centrum en behaalde 8,71% van de stemmen, goed voor 44 van de 460 zetels in de Sejm. Coalitiebesprekeningen met onder meer de Democratische Unie (UD) mislukten en in december 1991 werd de Centrumalliantie onderdeel van de rechtse minderheidsregering van Jan Olszewski. Na de val van deze regering op 4 juni 1992 nam de Centrumalliantie deel aan de onderhandelingen voor de vorming van een nieuwe regering, maar ging uiteindelijk geen deel uitmaken van de regering van Hanna Suchocka. In deze periode ageerde de Centrumalliantie sterk tegen abortus en bepleitte zij een buitenlands beleid dat gericht was op Euro-Atlantische samenwerking en de snelle terugtrekking van Russische troepen uit Polen. In dezelfde periode liepen veel parlementariërs van de Centrumalliantie over naar andere partijen. Zo richtte een groep rond oud-premier Olszewski de Beweging voor de Republiek (RdR) op. Ook de betrekkingen met president Wałęsa verslechterden in deze periode en in 1993 waren Wałęsa en Kaczyński inmiddels gezworen vijanden geworden.
Bij de parlementsverkiezingen van 19 september 1993 behaalde de Centrumalliantie 4,42% van de stemmen en bleef daarmee onder de kiesdrempel van 5%. Als gevolg hiervan verloor de partij veel van haar invloed. Er werden vele pogingen ondernomen om het sterk versplinterde rechts bijeen te brengen, met wisselend succes. Het Verbond voor Polen (PdP), een alliantie met onder meer de Christelijk-Nationale Unie (ZChN) en de boerenpartij PSL-PL, viel in 1995 na minder dan een jaar uit elkaar. Aan de verkiezingen van 1997 werd door de Centrumalliantie deelgenomen als onderdeel van Verkiezingsactie Solidariteit (AWS), een brede coalitie van centrumrechtse en rechtse partijen en de vakbond Solidariteit. Hierbij kwamen 14 leden van de Centrumalliantie in de Sejm; ook Jarosław Kaczyński werd in de Sejm gekozen, maar op de lijst van de Beweging voor de Wederopbouw van Polen (ROP) van oud-premier Olszewski. Er kwam een door de AWS gedomineerde regering onder leiding van Jerzy Buzek. In deze periode viel de Centrumalliantie verder uit elkaar. 
In mei 2001 richtte Jarosław Kaczyński, inmiddels erevoorzitter van de Centrumalliantie, samen met zijn tweelingbroer, minister van justitie Lech Kaczyński (die zelf overigens nooit lid was geweest van de Centrumalliantie), een nieuwe partij op, Recht en Rechtvaardigheid (PiS). Hiertoe traden ook het restant van de Centrumalliantie onder leiding van Adam Lipiński toe. Op 25 september 2002 werd de Centrumalliantie formeel ontbonden.